# 황보제공
황보제공(皇甫悌恭)은 고려(高麗) 초기의 호족으로 태조(太祖)후 신정왕후(神靜太后)의 아버지다. 본관은 황주(黃州)다. 벼슬은 태위 삼중대광(太尉 三重大匡)을 역임했다. 시호(諡號)는 충의(忠義)이다. 외손자는 대종(戴宗)이고, 외손녀는 대목왕후(大穆王后)이다.

## 가족 관계
- 아버지 : 황주 황보씨(黃州 皇甫氏)
- 어머니 : 미상
  - 딸 : 신정왕후(神靜王后, 900? ~983)
  - 사위 : 태조(太祖, 877년~943년 재위:918~943)
    - 외손자 : 대종(戴宗, ? ~ 969)
    - 외손녀 : 대목왕후(大穆王后)

## 황보제공이 등장하는 작품
- 《제국의 아침》 KBS, 2002년~2003년 배우: 박정웅
- 《빛나거나 미치거나》 MBC, 2015년~2015년 배우: 우상전